# Буржуазія

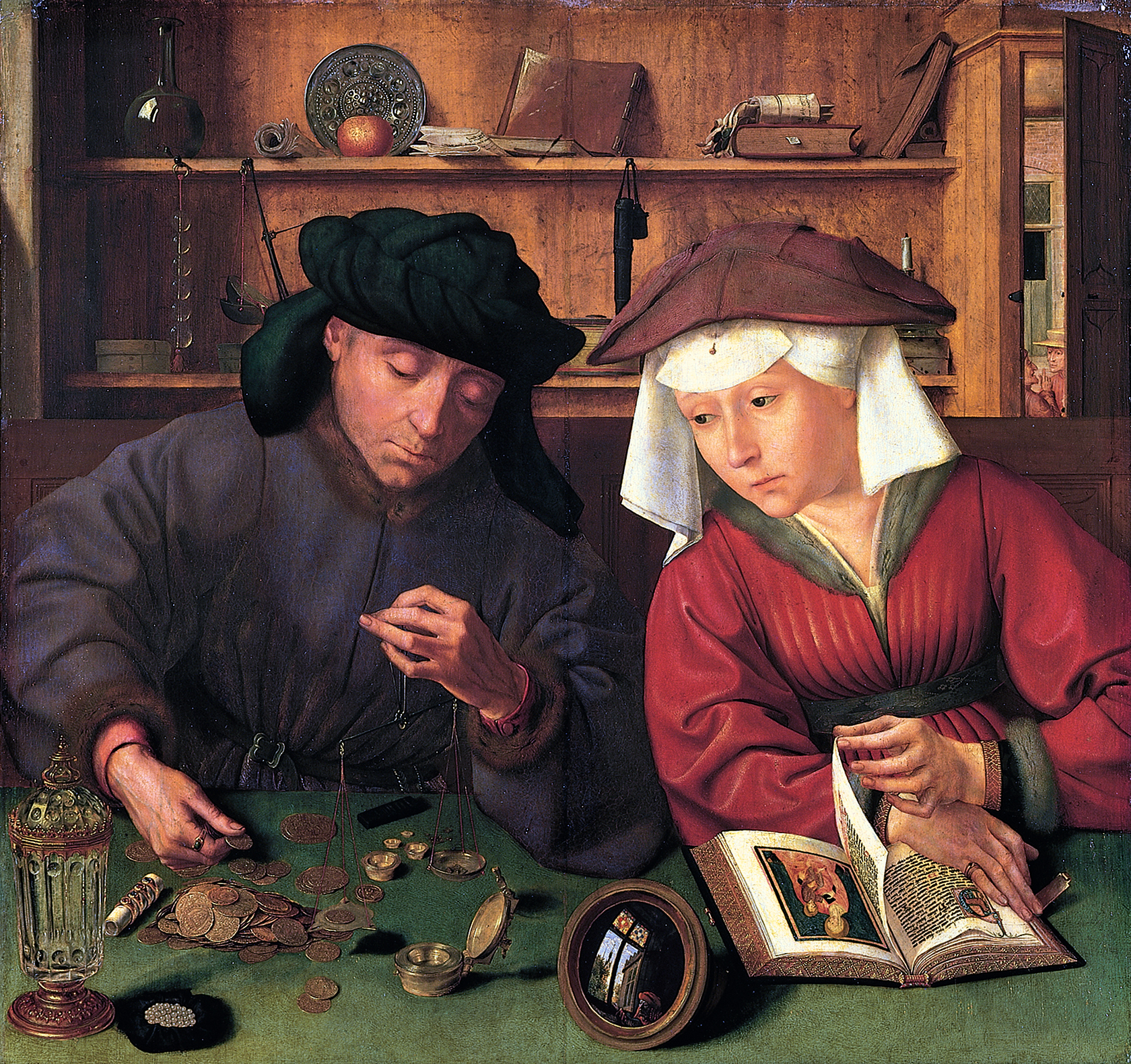
Міняла та його дружина. Худ. Квентін Массейс, 1514 р.

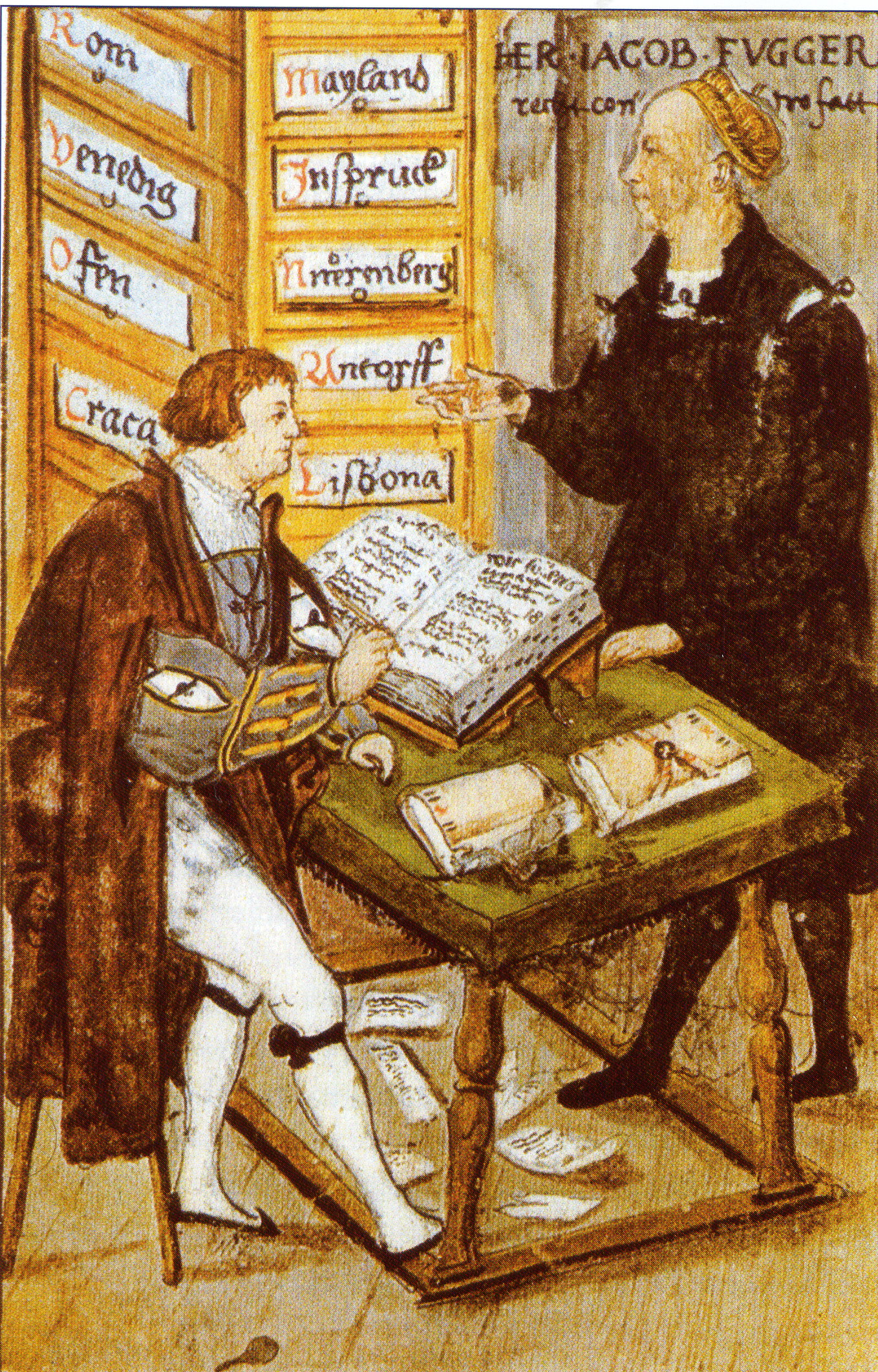
Німецький банкір 16-го століття Якоб Фуггер зі своїм головним бухгалтером М. Шварцем реєструють записи в бухгалтерській книзі. На задньому плані зображено картотеку із зазначенням європейських міст, де банк Фугера веде бізнес. Нарцис Реннер, 1517 р.

Буржуазі́я (фр. bourgeoisie французька: [buʁʒwazi] ⓘ, від давньо-фр. burgeis — містяни, від burc, borg — місто) — соціальна верства або клас власників підприємств, купців і заможних людей загалом, який виник у Пізньому Середньовіччі, як «середній клас» між селянством і аристократією.
Буржуазія у своєму первісному розумінні тісно пов'язана з політичною ідеологією лібералізму та її існуванням у містах, визнаних такими в їхніх міських статутах (наприклад, муніципальних хартіях, привілеях міст, німецькому міському праві), тому буржуазією могли бути лише містяни. Селяни ж існували в іншій правовій системі.
У комуністичній філософії буржуазія — це соціальний клас, який став власником засобів виробництва за доби індустріалізації та чиїми суспільними інтересами є цінність приватної власності та збереження капіталу для забезпечення збереження власного економічного панування у суспільстві.

## Історія поняття

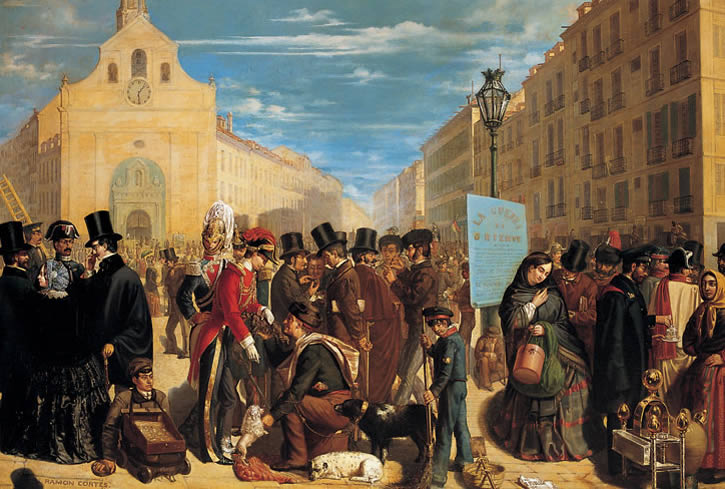
Буржуазія. Худ. Р. Кортес, 1855 р.

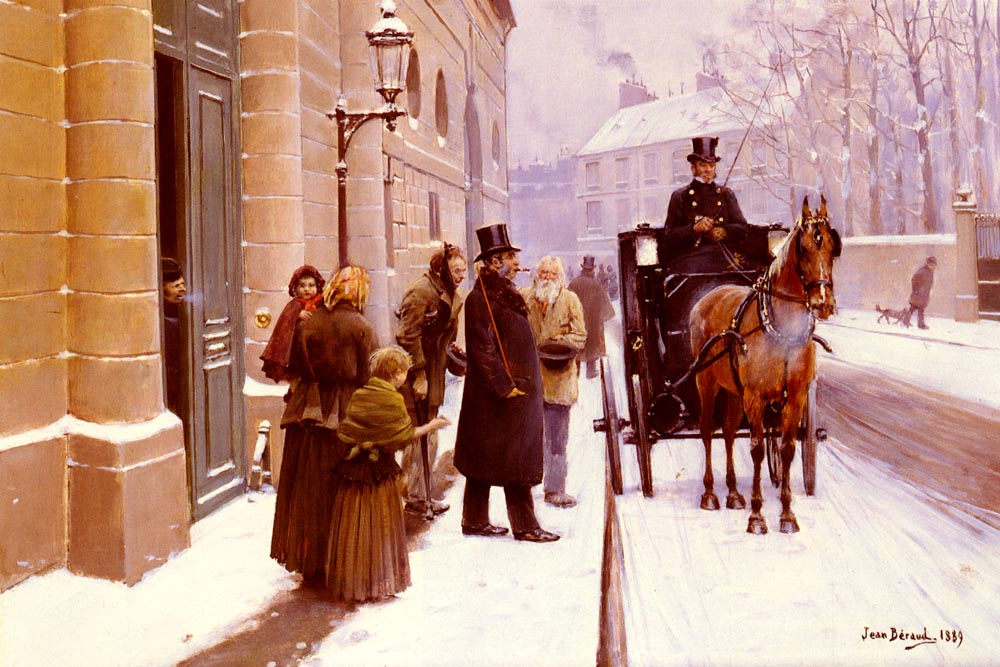
Виїзд буржуа. Худ. Жан Беро, 1889 р.

Буржуазія, як початкова історична назва вільних містян (бюргери, буржуа) на противагу іншим панівним, або навпаки, підневільним суспільним станам феодального суспільства — селянству, дворянству і духовенству — виникає в Європі в епоху пізнього Середньовіччя. У письмових джерелах вперше згадується в 1565 році. В епоху індустріалізації, розвитку ринкових відносин та становлення капіталізму, буржуазія кількісно значно виростає за рахунок інших феодальних класів, та поступово перетворилася на провідну (з точки зору марксизму «панівну») соціальну верству, котра володіє основними засобами виробництва. Французькі утопічні соціалісти і комуністи (зокрема, вже К. А. Сен-Сімон, який протиставляв буржуа робітникам) поширили поняття «буржуазія» на багатих представників середнього класу.
У марксизмі, який описував соціально-економічні процеси в Західній Європі середини ХІХ ст., а особливо в його східних версіях — в радянському марксизмі-ленінізмі (сталінізмі), а також в маоїзмі — сучасний історичний прогрес відбувається на тлі невгасаючою боротьби двох «протилежностей» — пролетаріату і буржуазії. Отже ця боротьба є головною рушійною силою історичного поступу. Політична перемога пролетаріату над іншими класами (в тому числі над буржуазією) зветься «соціалістичною революцією». А встановлення соціалістичної влади, або соціалістичного ладу в країні («диктатура пролетаріату») неодмінно веде до знищення буржуазії як класу. Самостійне селянство, за комуністами, також мусить бути як клас знищено. Креативна роль буржуазії як організатора та керівника процесу виробництва, що ризикує власним майном та добробутом; її керівна роль як фундатора економічного та технічного прогресу — марксизмом ігнорується.
Протягом ХХ ст., в епоху науково-технічного розвитку та інших аналогічних процесів, що призвели до ускладнення соціальної структури суспільства, соціальний конфлікт між буржуазією і пролетаріатом втрачає своє домінантне значення. Так звана «революція менеджерів» (не власників, а найманих службовців) в другій половині ХХ-го ст. також призвела до часткової втрати буржуазією монопольної влади організатора виробництва. Виникнення постіндустріального суспільства остаточно виявила сучасну обмеженість марксистської класової теорії — схеми суспільства та суспільного процесу, заснованних на дуалізмі «пролетаріат-буржуазія».

## Різновиди

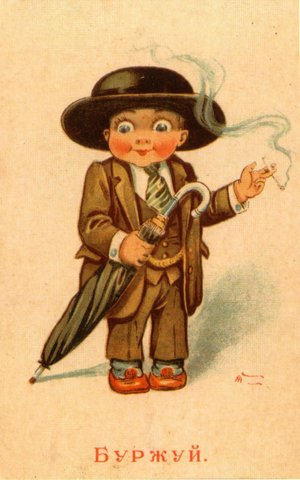
Гумористичне зображення «буржуя» на російській поштівці 1917 р.

### За кількістю прибутку
- Дрібна буржуазія — термін марксизму, яким позначаються ті буржуа, що, хоча й володіють засобами виробництва, проте вкладають у вироблений продукт власну працю, а тому не є експлуататорами. До дрібної буржуазії марксисти відносять селянство, різноманітних ремісників, крамарів тощо. У марксисзмі постулюється, що за капіталізму дрібна буржуазія є до певної міри класовим ворогом великої буржуазії, оскільки масове виробництво призводить до розорення та пауперизації численних селян та робітників. Розорені дрібні підприємці вливаються в ряди пролетаріату. Натомість при побудові комуністичного суспільства дрібна буржуазія є гальмом соціального прогресу, оскільки стоїть на заваді усуспільненню засобів виробництва.

- Середня буржуазія — власники дрібних підприємств, крупні представники вільних професій.

- Велика буржуазія — власники з найманими безпосередніми керівниками підприємств котрі мають сотнями найманих працівників.

### За напрямком вкладання капіталу
- Сільська
- Торгова
- Промислова
- Банківська

## В Україні
Перші представники буржуазії в Україні з'явилися ще у 17 столітті, коли почав зароджуватися ринок, зростали міста, виникали перші мануфактури.
Безпосереднє оформлення буржуазії відбулося в 30 — 40–х роках ХІХ ст з перемогою фабрично-заводського виробництва у пореформену добу, коли нестримно зростали підприємницькі верстви. За даними одноденного Всеросійського перепису 1897 року, в Україні налічувалося великої буржуазії 289,5 тисяч осіб (разом із сім'ями), дрібних заможних господарів — 413,6 тисяч, дрібних незаможних виробників — 910 тисяч. У групі населення, яке жило прибутками від капіталів і нерухомого майна, українців разом із сім'ями налічувалося 74,6 тисяч, або близько 28 % загальної чисельності цієї категорії населення.
У пореформену добу промислова буржуазія створила свої перші представницькі організації:
- «Всеросійський з'їзд фабрикантів, заводчиків та осіб, зацікавлених вітчизняною промисловістю», 1870;
- «З'їзди гірничопромисловців Півдня Росії», 1874;
- «Всеросійське товариство цукрозаводчиків», 1897 тощо.

## Оцінки
Людвіг фон Мізес, основоположник неолібералізму, засновник австрійської школи економіки писав про буржуазію: «Багатостраждальні „цеховики“ скасували рабство і кріпацтво, зробили жінку рівноправною супутницею чоловіка, проголосили рівність перед законом і свободу думки та переконань, оголосили війну війні, скасували тортури, пом'якшили жорстокість покарань. Яка культурна сила може похвалитися подібними досягненнями? Буржуазна цивілізація створила і поширила добробут, порівняно з яким все придворне життя минулого здається мізерним.»

## У літературі
«Їж ананаси, Рябчики жуй,

День твій останній настає, буржуй.»

Володимир Маяковський, 1917 р.